# Світлана Ваньо
Світлана Ваньо (26 травня 1977) — російська плавчиня.
Учасниця Олімпійських Ігор 1996 року.
Призерка Чемпіонату світу з водних видів спорту 1994 року.
Призерка Чемпіонату Європи з водних видів спорту 1993, 1997 років.